# Orquestra Sinfônica do Paraná
A Orquestra Sinfônica do Paraná é uma orquestra brasileira que foi criada em 28 de maio de 1985. Seu primeiro maestro titular e emérito foi Alceo Bocchino e o primeiro maestro adjunto, Osvaldo Colarusso. Seu concerto de estreia foi com a "Abertura", da ópera Anacreon, de Luigi Cherubini (primeira audição no Paraná), Concerto nº 5 em mi bemol maior, Op. 73, de Beethoven e a Sinfonia nº 8 em fá maior, Op. 92, também de Beethoven; O concerto inaugural teve a gerência do maestro Alceo Bocchino, hoje maestro emérito, e Osvaldo Colarusso. 

## História
A banca examinadora para compor a orquestra foi formada pelos maestros Alceo Bocchino, Claudio Santoro, Mário Tavares e a violinista Eleni Bettes. Osvaldo Colarusso disputou a vaga de maestro adjunto com outros 17 maestros de vários estados brasileiros. A banca escolheu ainda os 61 músicos que formaram a orquestra.
A partir de 1985 o maestro Osvaldo Colarusso iniciou aquela que viria a se tornar a série mais prestigiosa da Orquestra: Os Concertos Matinais. Foi também Osvaldo Colarusso que iniciou os trabalhos da Orquestra junto ao Balé Teatro Guaíra, em obras tão variadas como O Quebra-Nozes, de Tchaikóvski, e Os Sete Pecados Capitais, de Kurt Weill . Foi também Osvaldo Colarusso que deu início à produção de óperas com a Orquestra, regendo Don Giovanni, de Mozart, O Barbeiro de Sevilha, de Rossini, e La Bohème, de Puccini.
Em 1998, Roberto Duarte foi nomeado regente titular da OSP. Sua regência foi até 2000, quando foi substituído por Jamil Maluf, que passou o cargo, em 2002, para Alessandro Sangiorgi.
Em 2000 a OSP foi regida pela primeira vez por uma mulher, a maestrina Lígia Amadio, titular da Orquestra Nacional do Rio de Janeiro, que conduziu a OSP em turnê pelo interior do Paraná. Em maio de 2004, a maestrina voltou a reger a sinfônica paranaense, apresentando Beethoven e Mozart, no auditório Bento Munhoz da Rocha Neto (Guairão) do Teatro Guaíra.
Sob a direção do maestro Jamil Maluf, em 2000, a Sinfônica buscou ampliar o seu público. Colocou em seu repertório trilhas sonoras de cinema, um inédito concerto para computador e espetáculos com a participação de instrumentistas de Música Popular Brasileira, como Naná Vasconcelos e Osvaldinho do Acordeon.
Em 2003, a Orquestra Sinfônica do Paraná inovou com concertos nas sextas-feiras à noite, além dos concertos aos domingos pela manhã.
Em 2004, agora sob a direção artística do italiano Alessandro Sangiorgi, a Sinfônica Paranaense apresentou de Wolfgang Amadeus Mozart a obra  "Die Zauberflöte" (KV 620), o Concerto para Violino e Piano em Ré Maior KV. Anh. 56 (KV 315F), em première nacional, tendo como solistas Sabine Gabbe (violino) e Isabel Gabbe (piano) sob a regência do maestro Peter Aderton.

Desde então, a OSP vem  desenvolvendo um repertório amplo e eclético. Foram feitas cerca de 750 concertos, óperas e balés apresentados em diversas cidades brasileiras. Somente em 2004 foram feitas 51 apresentações. Em seu repertório estão obras de mais de 200 compositores nacionais e internacionais, que contribuem para o amadurecimento do corpo sinfônico e para a formação de plateia. A parceria com o Balé Teatro Guaíra também foi reativada após cinco anos que os dois corpos estáveis do CCTG não atuavam juntos. A OSP também tem estreado obras de compositores atuais  atuantes no Paraná, como Pe. José Penalva, Jaime Zenamon, Harry Crowl, Maurício Dottori, Rodolfo Coelho de Souza, Alexandre Brasolim e Rogério Krieger.
De 2016 a 2019 OSP teve como diretor artístico e maestro titular o alemão Stefan Geiger

## Componentes
A formação de 2018 da Orquestra Sinfônica do Paraná conta com 75 músicos divididos nos seguintes naipes: Violino I, Violino II, Viola, Violoncelo, Contrabaixo, Flauta, Oboé, Clarinete, Fagote, Trompa, Trompete, Trombone, Tuba, Tímpano, Percussão, Harpa e Piano. 